# نیتین
نیتین (انگلیسی: Nithiin؛ زادهٔ ۳۰ مارس ۱۹۸۳) هنرپیشه اهل هند است.
از فیلم‌ها یا برنامه‌های تلویزیونی که وی در آن نقش داشته‌است می‌توان به پیروزی، ای بیا، بازی، کیش و مات، قلبم لغزید و گم شد، عشق، دروغ، گادالاکندا گانش، شورش گاوهای نر، استاد و حمله قلبی اشاره کرد.
وی همچنین برندهٔ جوایزی همچون جایزه فیلم‌فیر جنوب شده‌است.